# アルベルト・バレンスエラ・リャノス
アルベルト・バレンスエラ・リャノス（Alberto Valenzuela Llanos、1869年8月29日 - 1925年7月23日）は、チリの画家。ペドロ・リラやフアン・フランシスコ・ゴンサレス、マグダレーナ・ミラと並んで、19世紀後半から20世紀初めのチリを代表する画家の一人である。

## 経歴
リベルタドール・ベルナルド・オイギンス州のサン・フェルナンドで生まれた。地主で多くの軍人らを出した名家の出身であったが経済的には豊かではなくなっていて、高校を卒業すると、商店で働くことになった。仕事の合間に布切れ花の絵を描き、店の主人らに才能を見いだされて画家の道へ進んだとする逸話が残っている。サンティアゴの国立美術学校に入学し、イタリア生まれの画家、フアン・モーキに学んだ。
モーキの指導のもとで風景画を描くようになり、1889年からサンティアゴの展覧会に出展し、何度か賞を受賞した。1891年のアメリカで開かれた国際展覧会にも出展した。チリ政府から帰国後一定期間、教員として働くことを条件に、奨学金が与えられ、ヨーロッパに留学した。パリの私立美術学校のアカデミー・ジュリアンで、ジャン＝ポール・ローランスに学んだ。アルベルト・オレゴ・ルカやアルフレード・バレンスエラ・プエルマといったチリ出身の画家もアカデミー・ジュリアンで学んでいた。1901年からスペイン、イタリア、イギリスも旅した。1906年に帰国すると、サンティアゴの高校で美術を教えた。1910年に結婚した。1915年にスペイン人の画家、フェルナンド・アルバレス・デ・ソトマジョールの後任としてサンティアゴの国立美術学校で教えた。バレンスエラ・リャノスの教えた学生には、ペドロ・ルナやアグスティン・アバルカ、アルトゥーロ・ゴルドンらがいる。
チリの風景を描いた作品を残し、作品はチリ国立美術館などに収蔵されている。

## 作品

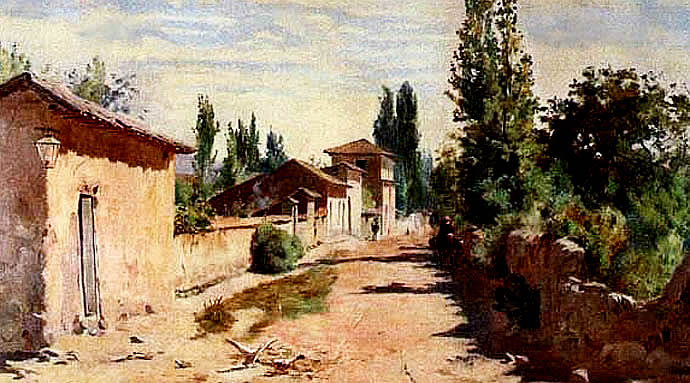
チリのリマチェの旧市街
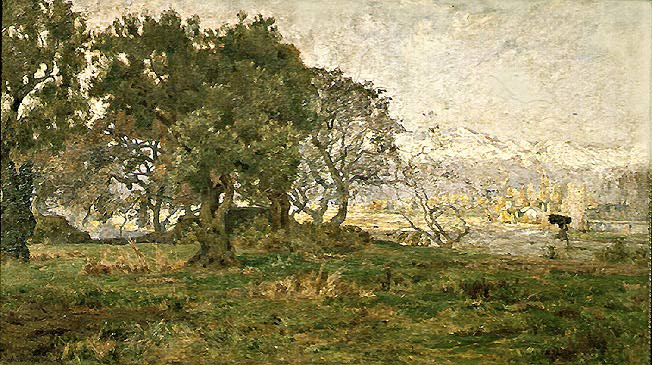
風景画、チリ国立美術館蔵
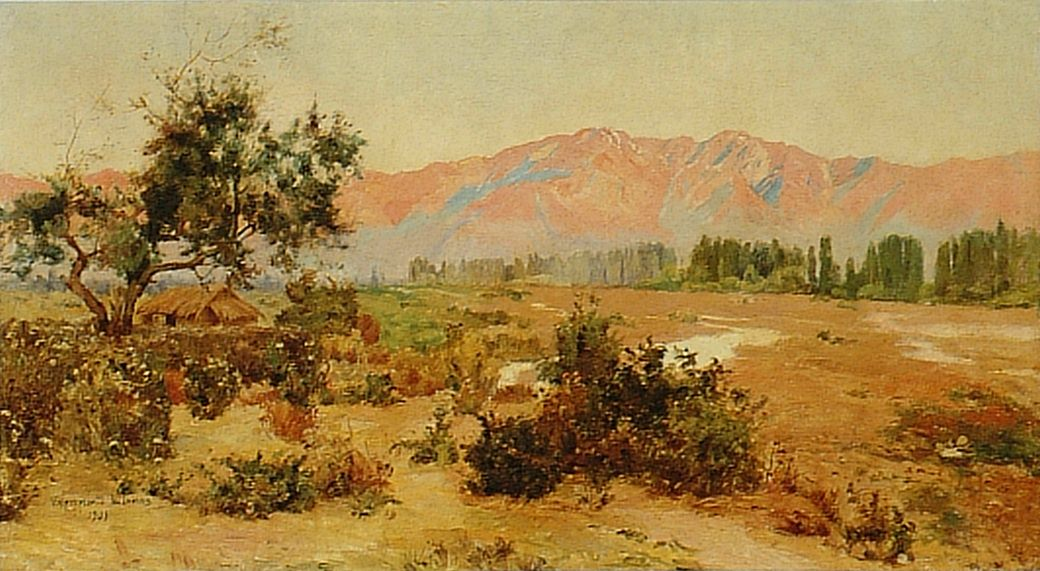
山並みのある風景、チリ国立美術館蔵
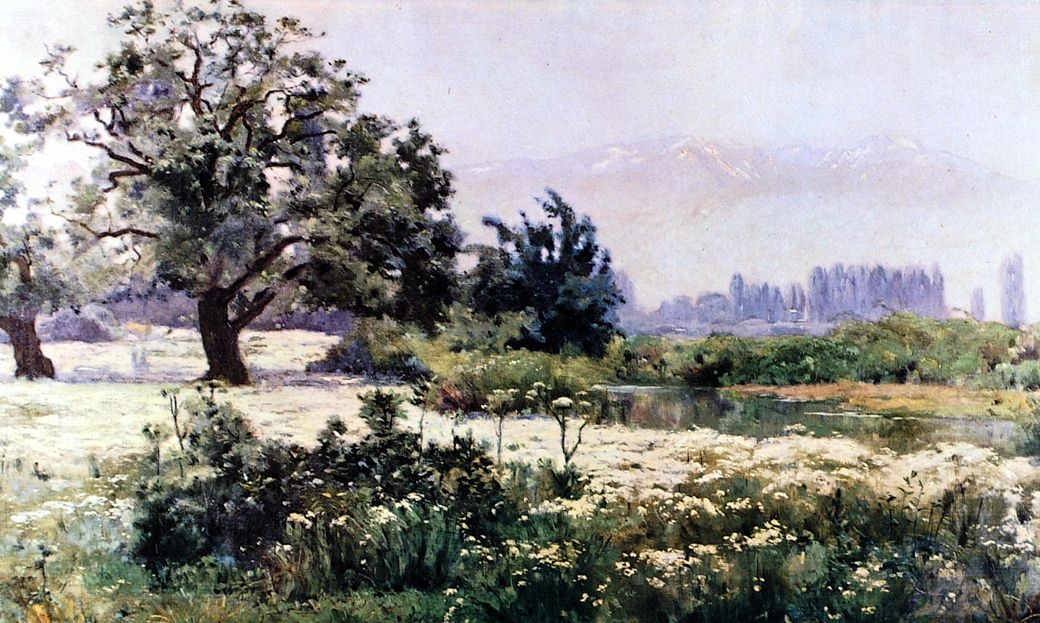
開花しているカモミール
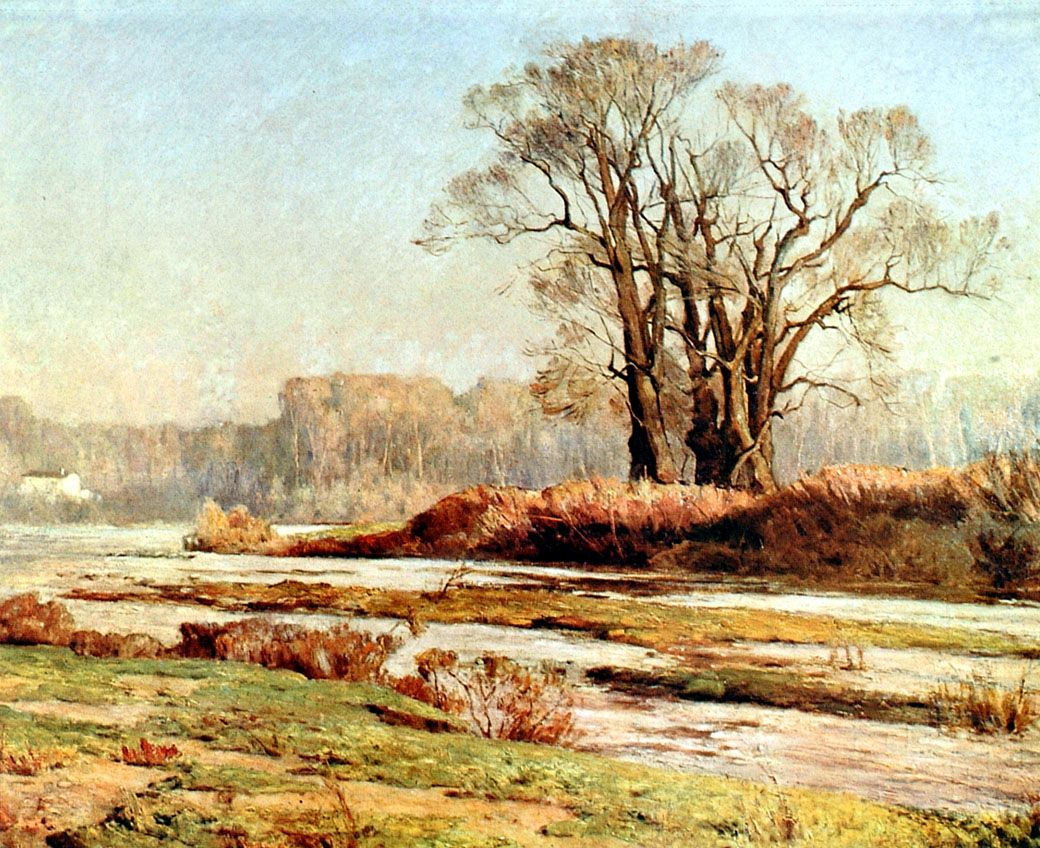
Mapocho 川の川岸、チリ国立美術館蔵
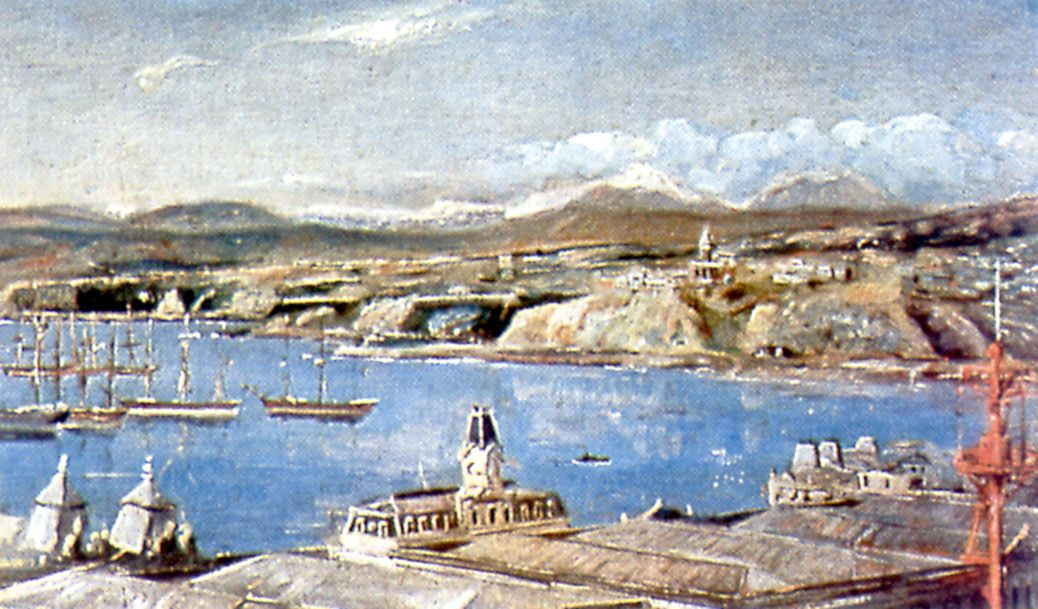
バルパライソの風景、個人蔵